# Complejo de lanzamiento espacial Vandenberg 6
El Complejo de Lanzamiento Espacial 6 (SLC-6, pronunciado "Slick Six") en la Base de la Fuerza Aérea Vandenberg en California es una plataforma de lanzamiento y un área de apoyo. El sitio se desarrolló originalmente a partir de 1966, pero no sé produjo ningún lanzamiento hasta 1995, ya que fue reutilizado secuencialmente para tres programas que posteriormente fueron cancelados. Inicialmente destinados a ser utilizados para cohetes Titan (cohete) y Manned Orbital Laboratory, estos fueron cancelados antes de que se completará la construcción del SLC-6. Posteriormente, el complejo fue reconstruido para servir como sitio de lanzamiento del Transbordador STS en la costa oeste, pero no se utilizó debido a consideraciones políticas, de seguridad y de presupuesto. Posteriormente, la plataforma se utilizó para cuatro lanzamientos de cohetes Athena (cohete) antes de ser modificada para admitir la familia de vehículos de lanzamiento Delta IV, que utilizó la plataforma para diez lanzamientos desde 2006 hasta 2022. El último Delta IV se lanzó en septiembre de 2022, y SpaceX arrendó el SLC-6 en 2023 para convertirlo para lanzar Falcon 9 y Falcon Heavy a partir de 2025.

Los lanzamientos desde Vandenberg vuelan hacia el sur, lo que permite colocar cargas útiles en órbitas de gran inclinación, como la polar o la órbita sincrónica del Sol, que permiten una cobertura global completa de forma regular y se utilizan a menudo para satélites meteorológicos, de observación de la Tierra y de reconocimiento. Estas órbitas son difíciles de alcanzar desde Cabo Cañaveral, donde los lanzamientos deben volar hacia el este debido a los principales centros de población tanto al norte como al sur del Centro Espacial Kennedy. Evitarlos requeriría maniobras enormemente ineficientes, lo que reduciría en gran medida la capacidad de carga útil.

## Historia
SLC-6, parte de la "Base Sur" de Vandenberg, originalmente formaba parte de Sudden Ranch, antes de su compra por parte de EE. UU. Fuerza Aérea a mediados de la década de 1960 bajo la ley del dominio eminente. Además del rancho, allí tenía su base el faro de Point Arguello, que desde entonces ha sido reemplazado por un rastreador LORAN en alta mar. Con la compra de la base, la Fuerza Aérea inició la construcción de la instalación SLC-6 el 12 de marzo de 1966 para apoyar los lanzamientos de un Titan III modificado para el Laboratorio de Orbitación Tripulado (MOL). Después de que se completó un trabajo de construcción significativo, el programa MOL se canceló el 10 de junio de 1969, por lo que el trabajo adicional en SLC-6 se detuvo cuando la instalación se colocó en estado de conservación.

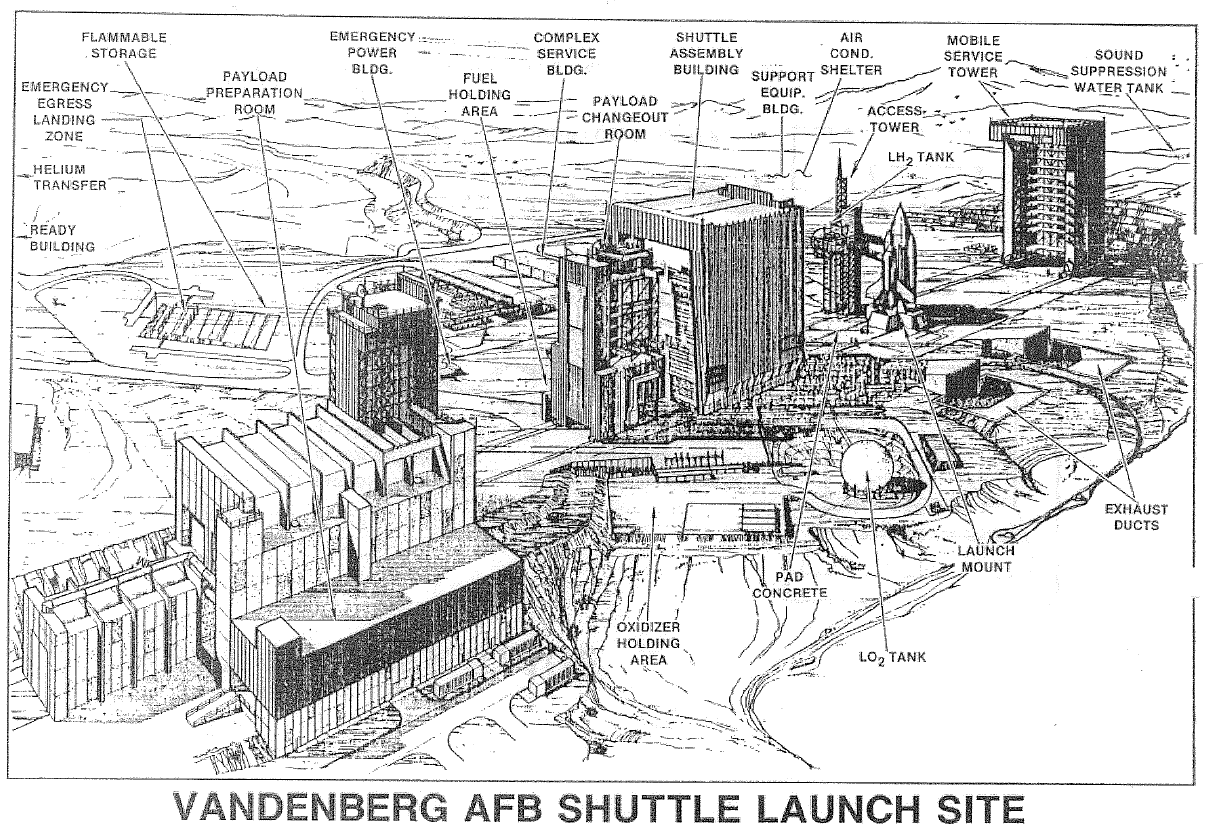
Diseño en la configuración de lanzamiento del transbordador

Con planes de lanzar vuelos de transbordadores espaciales ecuatoriales civiles y militares desde el Centro Espacial Kennedy (KSC, por sus siglas en inglés) y vuelos militares en órbita polar desde Vandenberg, la NASA y la Fuerza Aérea buscaron diferentes sitios para lanzar el transbordador, finalmente decidiendo sobre el SLC-6, debido a su función dedicada al vuelo espacial tripulado que quedó del programa MOL cancelado.
En 1972, Vandenberg AFB fue elegido como el sitio de lanzamiento occidental para los lanzamientos de transbordadores de la Fuerza Aérea. El uso del SLC-6 fue aprobado en 1975, y la reconstrucción de la antigua instalación de lanzamiento del MOL ocurrió entre enero de 1979 y julio de 1986 cuando el SLC-6 fue reconstruido para acomodar el transbordador espacial.

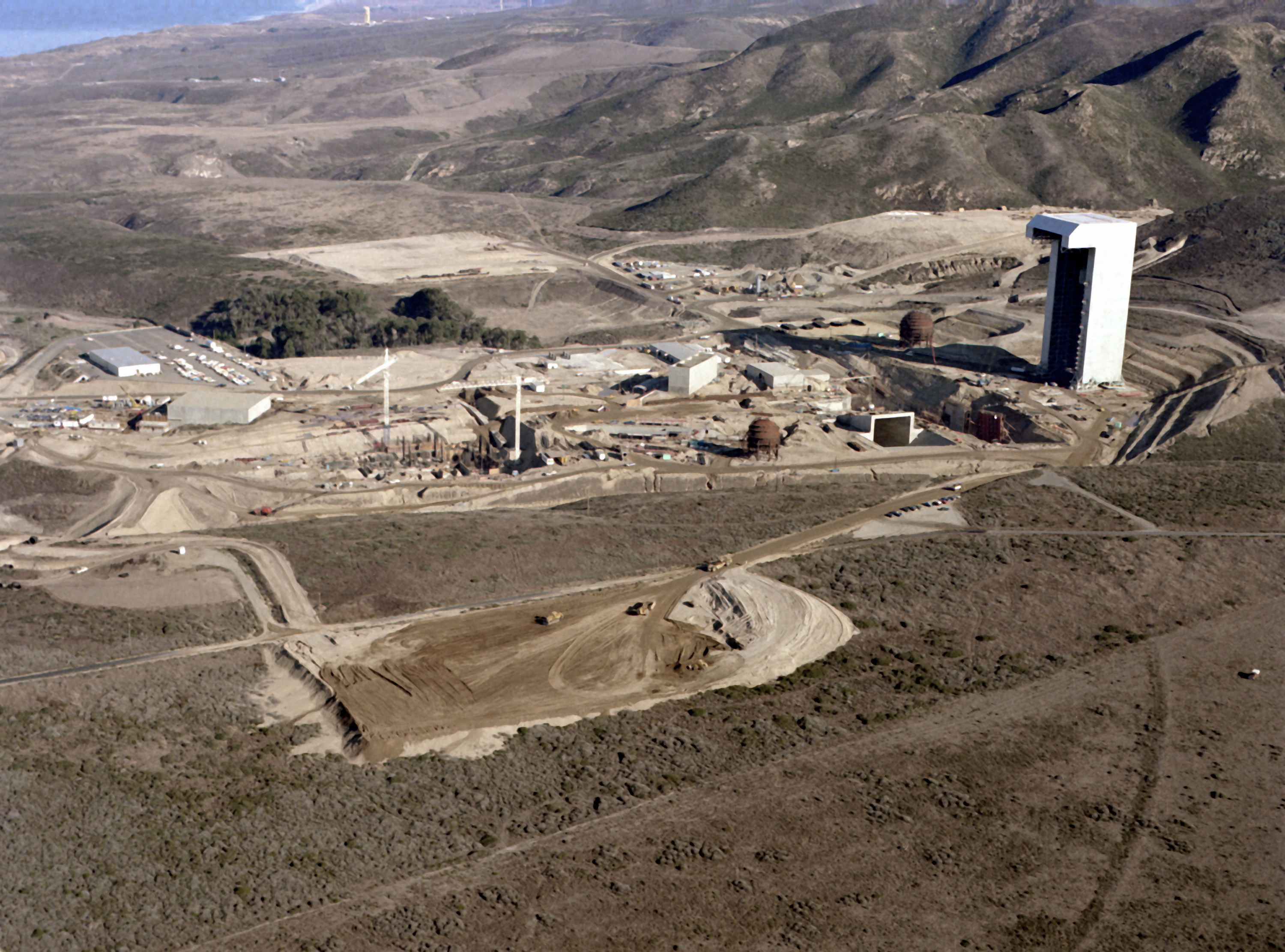
Space Launch Complex 6 (SLC-6) en 1980

Hubo diferencias de diseño significativas entre los complejos de lanzamiento del transbordador espacial en KSC y SLC-6 en Vandenberg. KSC tenía la instalación de procesamiento del orbitador, la instalación de la pista de aterrizaje, el dispositivo Mate-Demate (para cargar el orbitador en la aeronave transportadora), el Edificio de ensamblaje de vehículos y el Complejo de lanzamiento 39. SLC-6 consolidó el VAB (apilamiento) y el LC-39 (lanzamiento), mientras que una instalación de procesamiento, ubicada en la Base Norte, habría manejado el procesamiento del vehículo, además de proporcionar un Dispositivo Mate-Demate, y una pista de 3.962,4 m para los aterrizajes del transbordador.

### Transbordador espacial

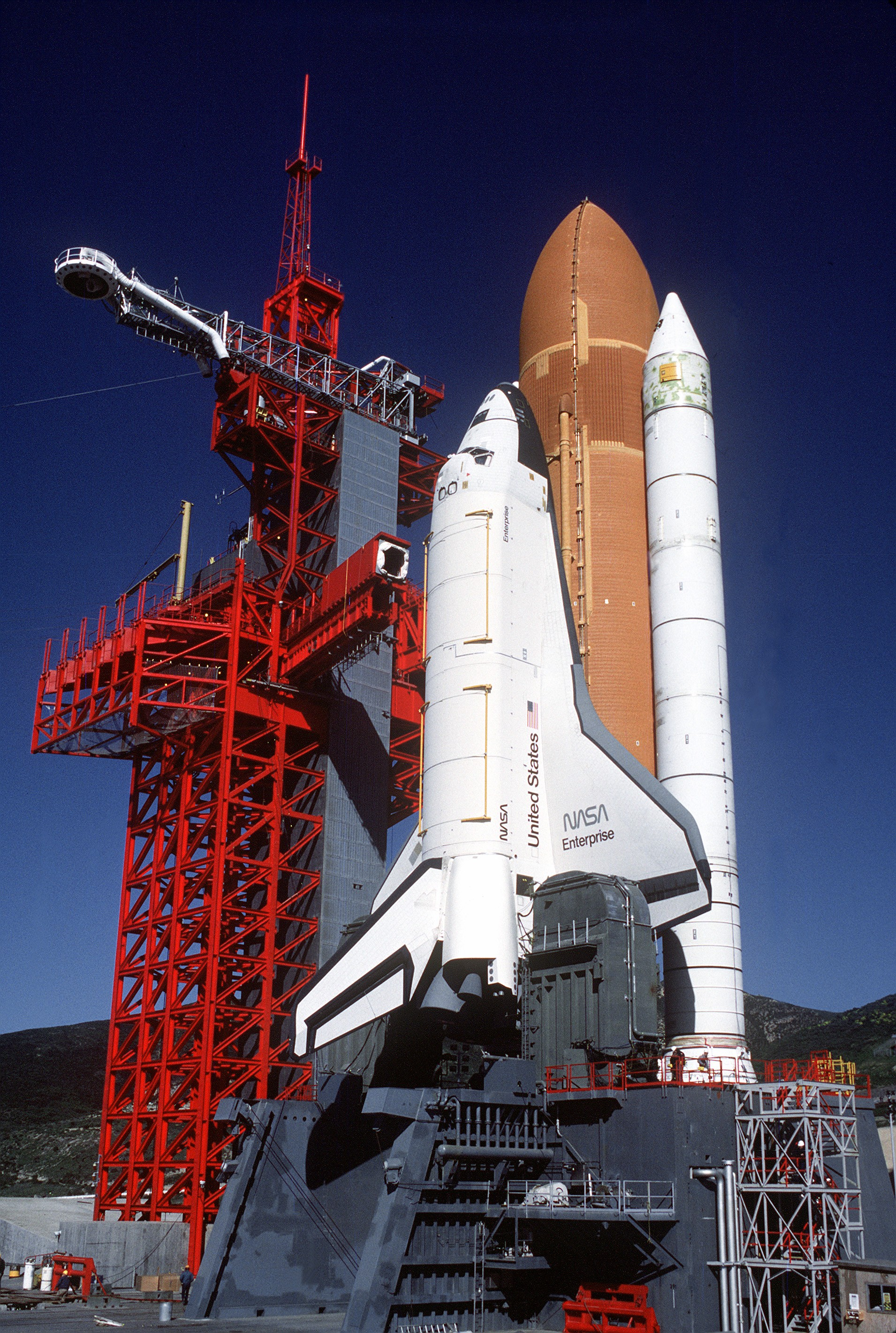
Enterprise en SLC-6 en configuración de lanzamiento en febrero de 1985

Se gastaron más de $4 mil millones en las nuevas modificaciones del transbordador espacial. La torre de servicio móvil original (MST) se redujo en altura y se agregaron dos nuevos conductos de llama para los propulsores de cohetes sólidos del transbordador. Las modificaciones o mejoras adicionales incluyeron tanques de almacenamiento de hidrógeno líquido y oxígeno líquido, una sala de preparación de carga útil, sala de cambio de carga útil, una nueva torre de lanzamiento con sistema de escape para los miembros de la tripulación del transbordador, sistema de supresión de sonido y área de recuperación de agua y un edificio de ensamblaje del transbordador el complejo original.
El SLC-6 fue declarado operativo durante las ceremonias de aceptación celebradas el 15 de octubre de 1985. Sin embargo, todavía se requería mucho trabajo y pruebas adicionales. Se obtuvo el uso del prototipo del orbitador Enterprise, para que pudiera acoplarse con el Tanque Externo y los SRB en una configuración estándar, y usarse para una serie de comprobaciones de ajuste como las realizadas en LC-39.
El 31 de julio de 1986, el secretario de la Fuerza Aérea Edward C. Aldridge, Jr., anunció que el programa del Transbordador Espacial de Vandenberg se colocaría en "estado de cuidador operativo", seis meses después del accidente del transbordador espacial Challenger. Unos meses más tarde, sin embargo, SLC-6 fue colocado en "estado mínimo de cuidador" el 20 de febrero de 1987.
Finalmente, el 13 de mayo de 1988, el secretario Aldridge ordenó a la Fuerza Aérea que transfiriera los activos del Transbordador Espacial en Vandenberg a otras organizaciones (específicamente, el Centro Espacial Kennedy) antes del 30 de septiembre de 1989, al final del año fiscal. El trabajo se completó 10 días antes del 20 de septiembre de 1989, cuando SLC-6 se colocó en estado de naftalina.
La Fuerza Aérea terminó oficialmente el programa del Transbordador Espacial en Vandenberg el 26 de diciembre de 1989. El costo estimado para el programa descontinuado fue de $ 4 mil millones.
Seis meses después, el 6 de julio de 1990, Lockheed Space Operations Company (LSOC) recibió un contrato de sistema terrestre de la Fuerza Aérea para modificar el SLC-6 en un complejo de lanzamiento Titan IV/Centaur, esencialmente una instalación mejorada del programa original MOL que habría lanzó un vehículo Titan III. El trabajo en el sitio estaba programado para comenzar a fines del año fiscal 1992 y conduciría a una capacidad de lanzamiento inicial en algún momento del año fiscal 1996.
Sin embargo, el 22 de marzo de 1991, HQ USAF dio marcha atrás nuevamente al anunciar la terminación del programa Titan IV/Centaur en SLC-6. Las razones dadas para la cancelación del proyecto se debieron a "requisitos insuficientes para el lanzamiento del Titan IV desde la costa oeste para respaldar la construcción de una nueva plataforma de lanzamiento". El contrato con LSOC se cerró varios meses después.

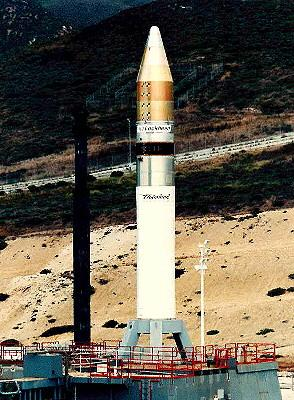
Athena 1 de Lockheed-Martin (LLV 1) se encuentra sobre una plataforma "milkstool" en SLC-6, agosto de 1997.

### Delta IV

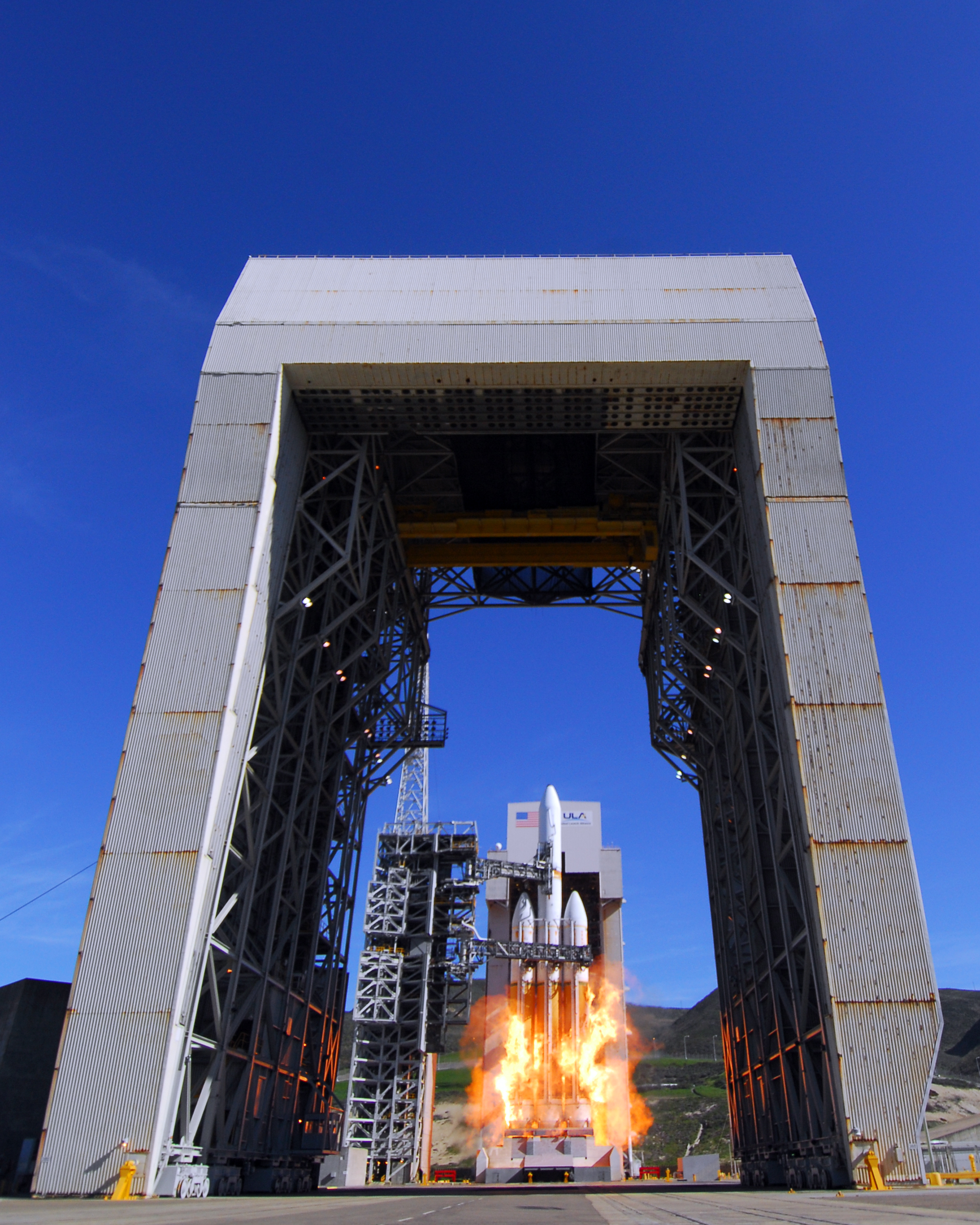
Lanzamiento Delta IV Heavy desde SLC-6 con USA-224

Boeing desarrolló la clase de vehículos Delta IV como su participante en el programa Evolved Expendable Launch Vehicle (EELV) del Departamento de Defensa. El principal objetivo de EELV es reducir los costos de lanzamiento y simplificar el proceso de llevar satélites al espacio. El principal competidor de Boeing, Lockheed Martin, tiene una clase similar de vehículos conocidos como Atlas V que hizo su debut en la costa oeste a principios de marzo de 2008, volando desde el Space Launch Complex-3 East modificado en South Base.
Después de sentarse en la plataforma desde finales de 2003 y soportar problemas técnicos tanto con el propulsor como con la carga útil, el primero de los vehículos de lanzamiento Delta IV en volar desde el SLC-6 despegó con éxito a las 8:33 p. m. PDT el 27 de junio de 2006.
El cohete Delta IV Medium+ (4,2) puso en órbita NROL-22, un satélite clasificado de la Oficina Nacional de Reconocimiento. La carga útil se implementó con éxito aproximadamente 54 minutos después.

Este primer lanzamiento de Delta IV de Vandenberg es un logro importante para Boeing y nuestros clientes de NRO y Air Force. Hoy validamos con éxito el lanzamiento del Delta IV desde SLC-6, proporcionando a la Fuerza Aérea y al país el primer sitio de lanzamiento operativo de la Costa Oeste para el programa EELV. Con este lanzamiento, el equipo de Delta ha cumplido con todos los requisitos de EELV descritos por la Fuerza Aérea. Tenemos una familia completa de vehículos de lanzamiento, que incluyen un vehículo de carga pesada probado en vuelo, un motor de primera etapa producido en el país y ahora sitios de lanzamiento completamente operativos en ambas costas. 
 - Dan Collins, vicepresidente de Boeing Launch Systems

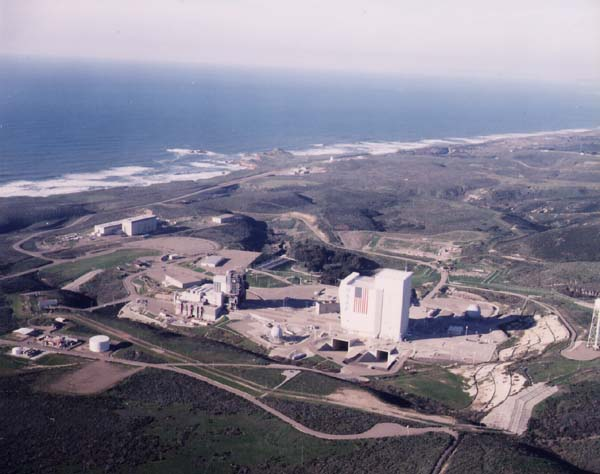
Vista aérea del SLC-6 alrededor de 2006.

Según un comunicado de prensa de Boeing News posterior al lanzamiento, la misión fue la primera para la NRO a bordo de un Delta IV y la segunda a bordo de un cohete Delta. La primera fue la misión GeoLITE en 2001 a bordo de un Delta II.
Otro vehículo Delta IV Medium voló una misión para el Programa de Satélites Meteorológicos de Defensa de la Fuerza Aérea, orbitando DMSP-17, el 4 de noviembre de 2006.
El 20 de enero de 2011, a las 13:10 h. PST, USA-224 (NROL-49) fue lanzado sobre un cohete Delta IV Heavy. El lanzamiento fue realizado por United Launch Alliance y fue el primer vuelo de un Delta IV Heavy desde Vandenberg.